# Marie Bradáčová
Marie Bradáčová (rozená Zíková, 24. května 1905 Hostomice – 24. října 1942 Koncentrační tábor Mauthausen) byla česká odbojářka a spolupracovnice Operace Out Distance popravená nacisty.

## Život

### Před druhou světovou válkou
Marie rozená Ziková se narodila 24. května 1905 v Hostomicích Antonínu a Josefě Zikovým. V Hostomicích se seznámila i se svým budoucím manželem Adolfem Bradáčem, který se zde vyučil krejčím. Po svatbě bydleli oba postupně v Třebotově, na Pankráci a v Nuslích, od roku 1939 pak na pražských Vinohradech, kde Adolf Bradáč vedl krejčovství zaměstnávající deset lidí. V roce 1925 se manželům narodila dcera Jarmila. Marie Bradáčová byla ženou v domácnosti, k tomu pracovala pro Československý červený kříž.

### Protinacistický odboj
Do protinacistického odboje vstoupila Marie Bradáčová a její muž na žádost Anny Šrámkové, blízkou spolupracovnicí Jana Zelenky-Hajského, která znala Marii z práce pro Československý červený kříž. U Bradáčových našel na dva týdny ubytování Adolf Opálka, člen výsadku Out Distance a velitel všech československých parašutistů na území Protektorátu Čechy a Morava. Po jeho odchodu a ukrytí v kryptě chrámu svatého Cyrila a Metoděje na pražském Novém Městě se ve svém krejčovství scházel její manžel s Vladimírem Petřkem a Václavem Čiklem k plánování další pomoci. Po zradě dalšího z příslušníků výsadku Out Distance Karla Čurdy začalo gestapo se zatýkáním spolupracovníků parašutistů. Adolf Bradáč si toho povšiml a odeslal 17. června 1942 dceru Jarmilu k prarodičům do Hostomic, což jí možná zachránilo život. K zatčení manželů Bradáčových došlo o pět dní později. Vězněni byli postupně na Pankráci a v terezínské Malé pevnosti. Dne 29. září 1942 byli stanným soudem odsouzeni k trestu smrti, který byl vykonán 24. října téhož roku v koncentračním táboře Mauthausen zastřelením při fingované zdravotní prohlídce. Ve stejný den zahynuly na stejném místě desítky českých odbojářů a jejich rodinných příslušníků.

## Osud její dcery Jarmily Bradáčové
Dcera Jarmila Bradáčová se vrátila do Prahy, kde bydlela u příbuzných v Podolí a pokračovala v učení na kadeřnici a to z počátku bez povšimnutí gestapa. Do zabaveného bytu Bradáčových se ale nastěhovala německá rodina, která zde zjistila její existenci a nahlásila jí úřadům. Jarmila Bradáčová byla zatčena 24. listopadu 1942 a tedy mimo zatýkací vlnu rodinných příslušníků odbojářů. Díky tomu jí pravděpodobně potkal příznivější osud. Odvezena byla do Petschkova paláce a posléze internována na Jenerálce a v táboře ve Svatobořicích. Osvobozena byla 5. května 1945 v Plané nad Lužnicí. Po válce se vyučila kadeřnicí, vdala se a s příjmením Kubrychtová žila v Hostomicích.

## Posmrtná ocenění
- Jméno Marie Bradáčové a jejího manžela je uvedeno na pomníku spolupracovníků parašutistů a jejich rodinných příslušníků, kteří byli popraveni v německém koncentračním táboře Mauthausenu. V lednu 2011 byl slavnostně odhalen na terase kostela sv. Cyrila a Metoděje v Resslově ulici v Praze.[2]
- V roce 2017 byla manželům Bradáčovým v místě jejich bydliště v Záhřebské ulici 6 v Praze odhalena pamětní deska.[3]
- Jméno Marie Bradáčové a jejího manžela jsou uvedena na pamětní desce na domě v Praze-Nuslích, Lumírova 601/ 11, kde bydleli jejich blízcí přátelé, manželé Bautzovi (Baucovi).[4]

## Galerie

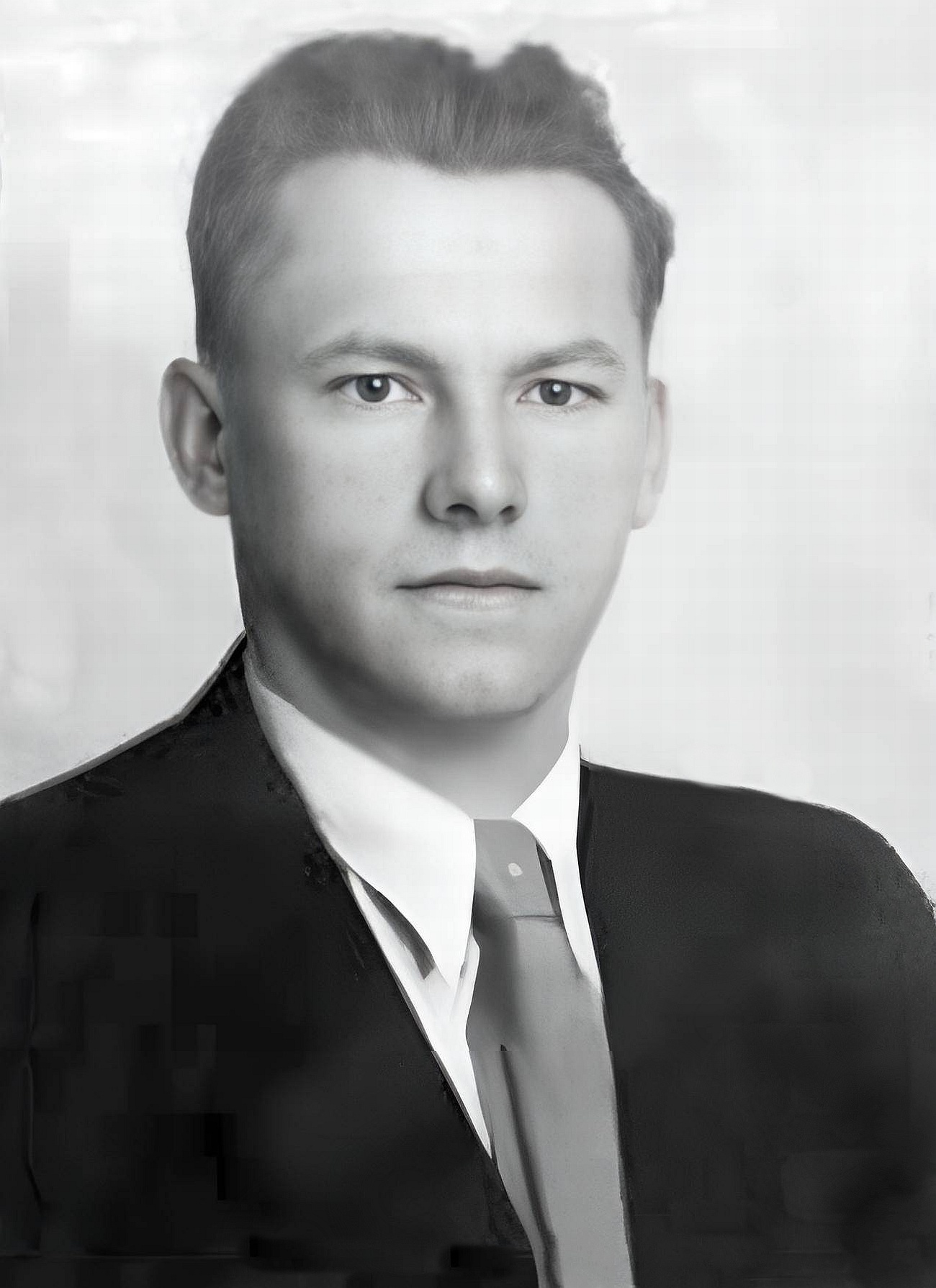
Její manžel Adolf Bradáč
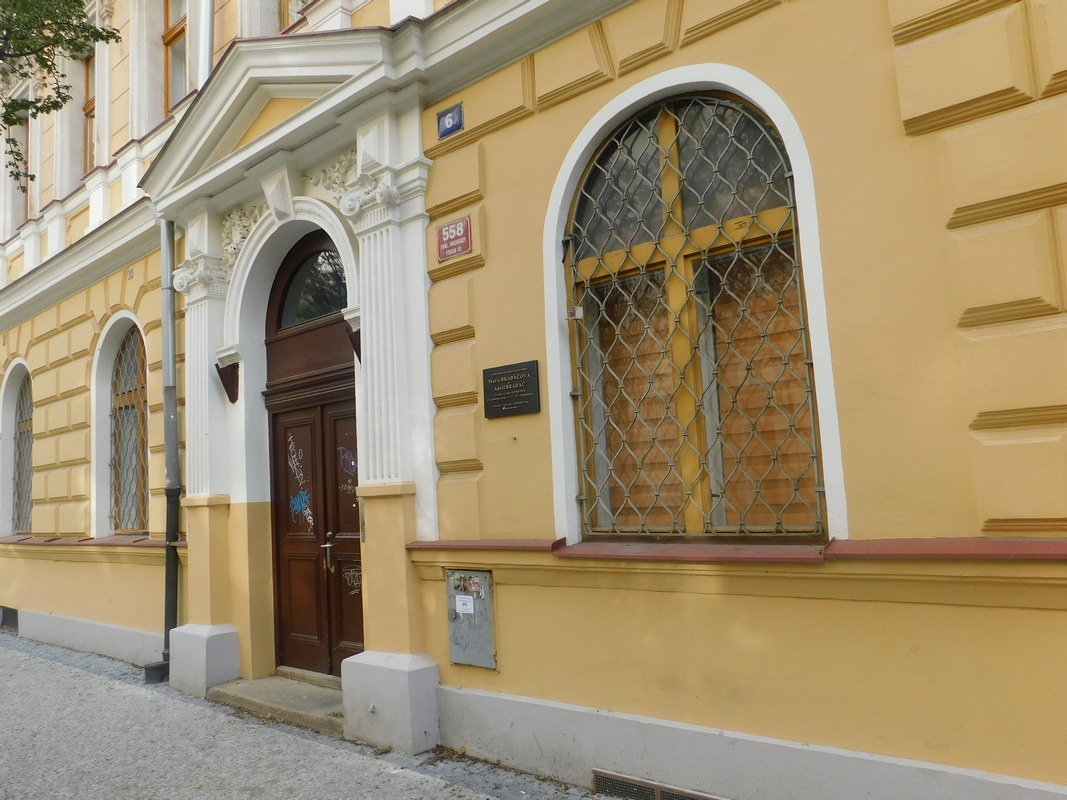
Dům v Záhřebské ulici 558/6 v Praze-Vinohradech, kde Bradáčovi bydleli
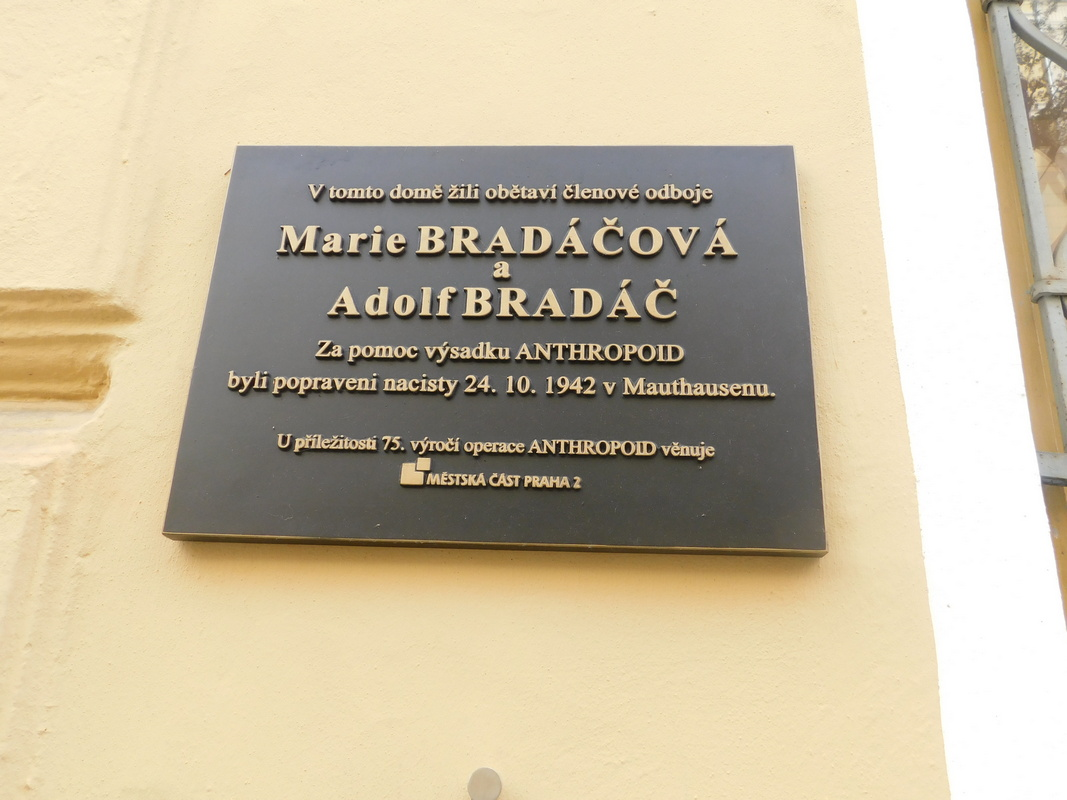
Pamětní deska Marie a Adolfa Bradáčových na domě v Záhřebské ulici 558/6, Praha-Vinohrady
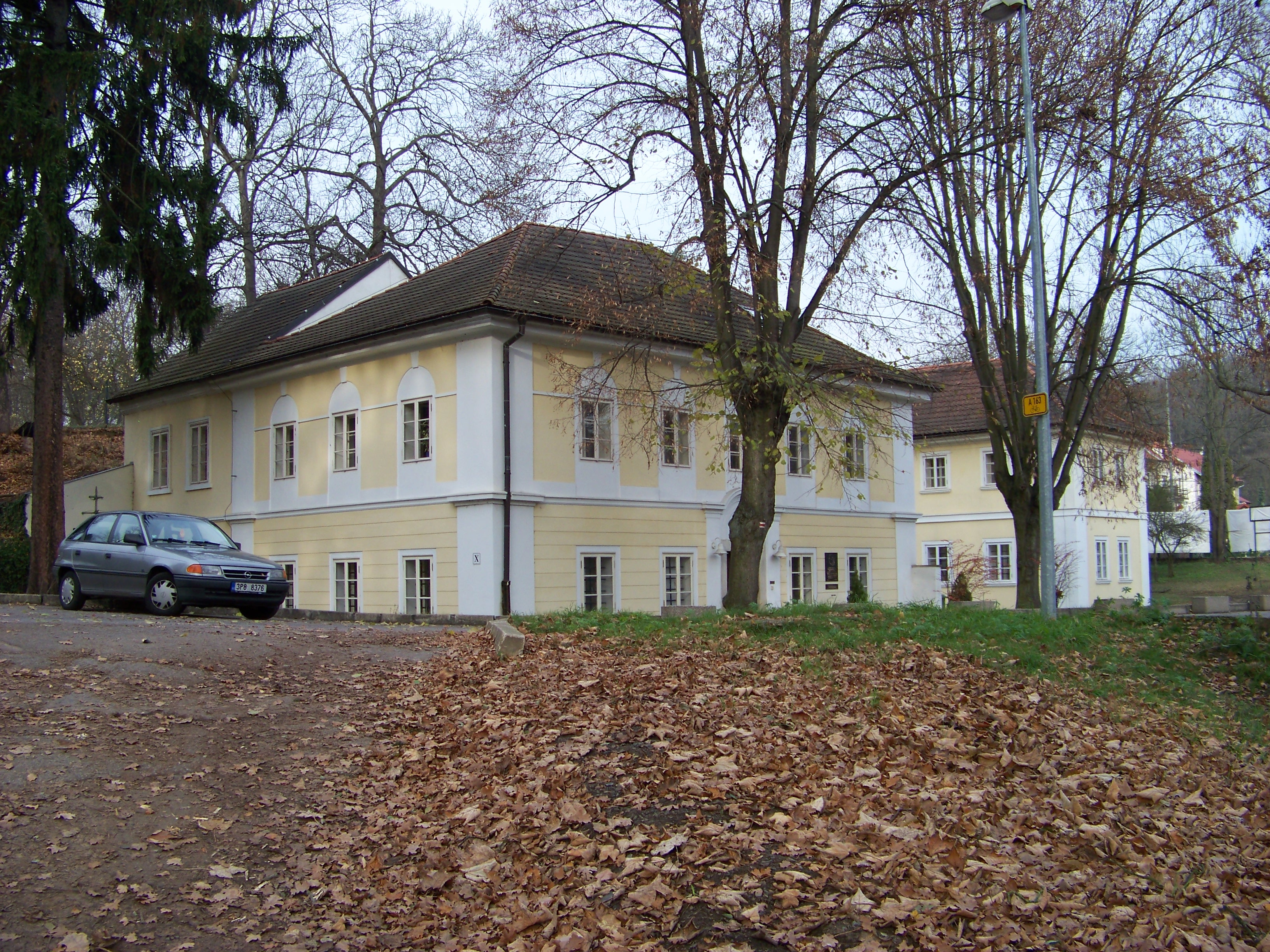
Zámek Jenerálka, kde byla internována jeho dcera Jarmila
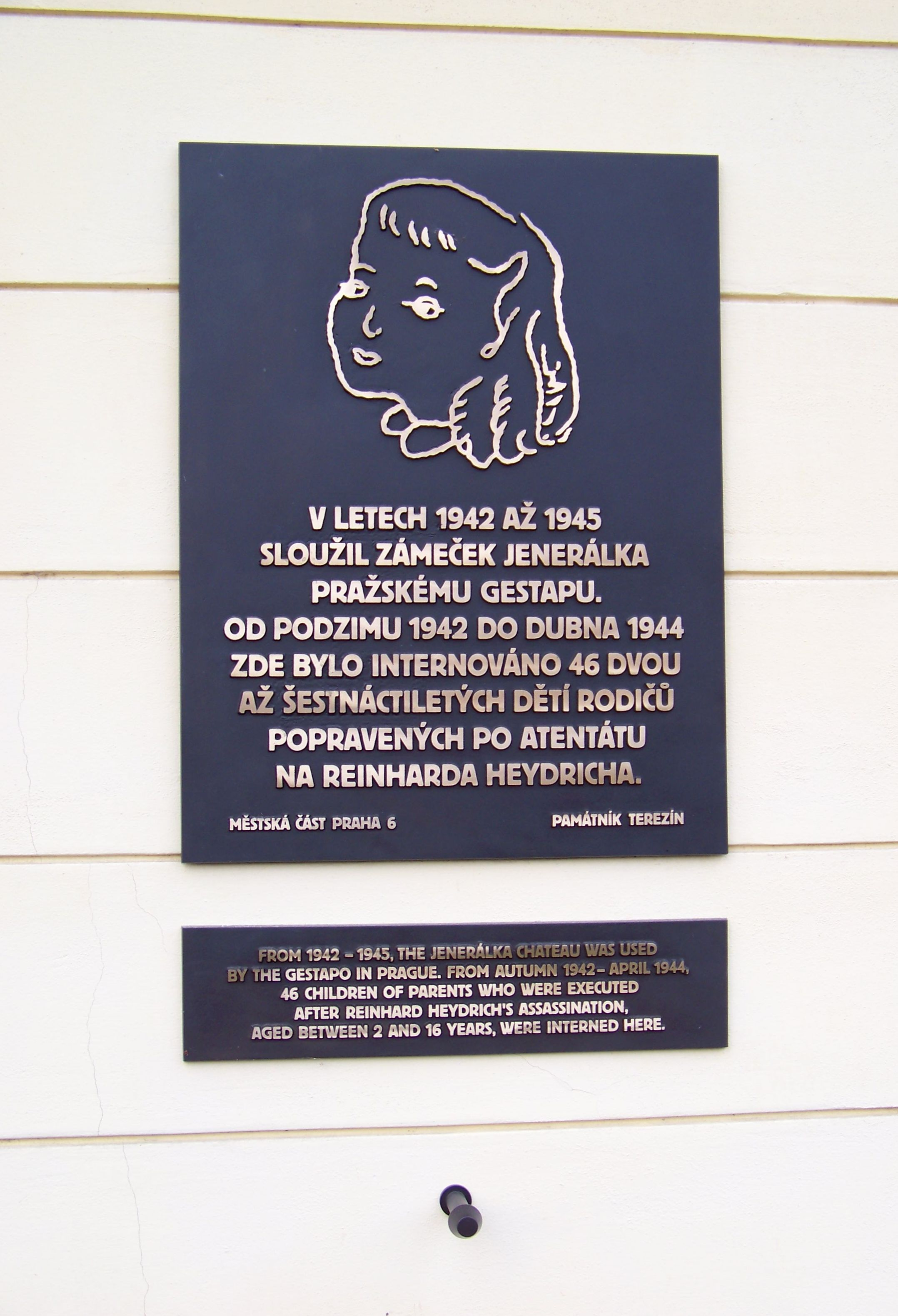
Pamětní deska internovaných dětí na zámečku Jenerálka
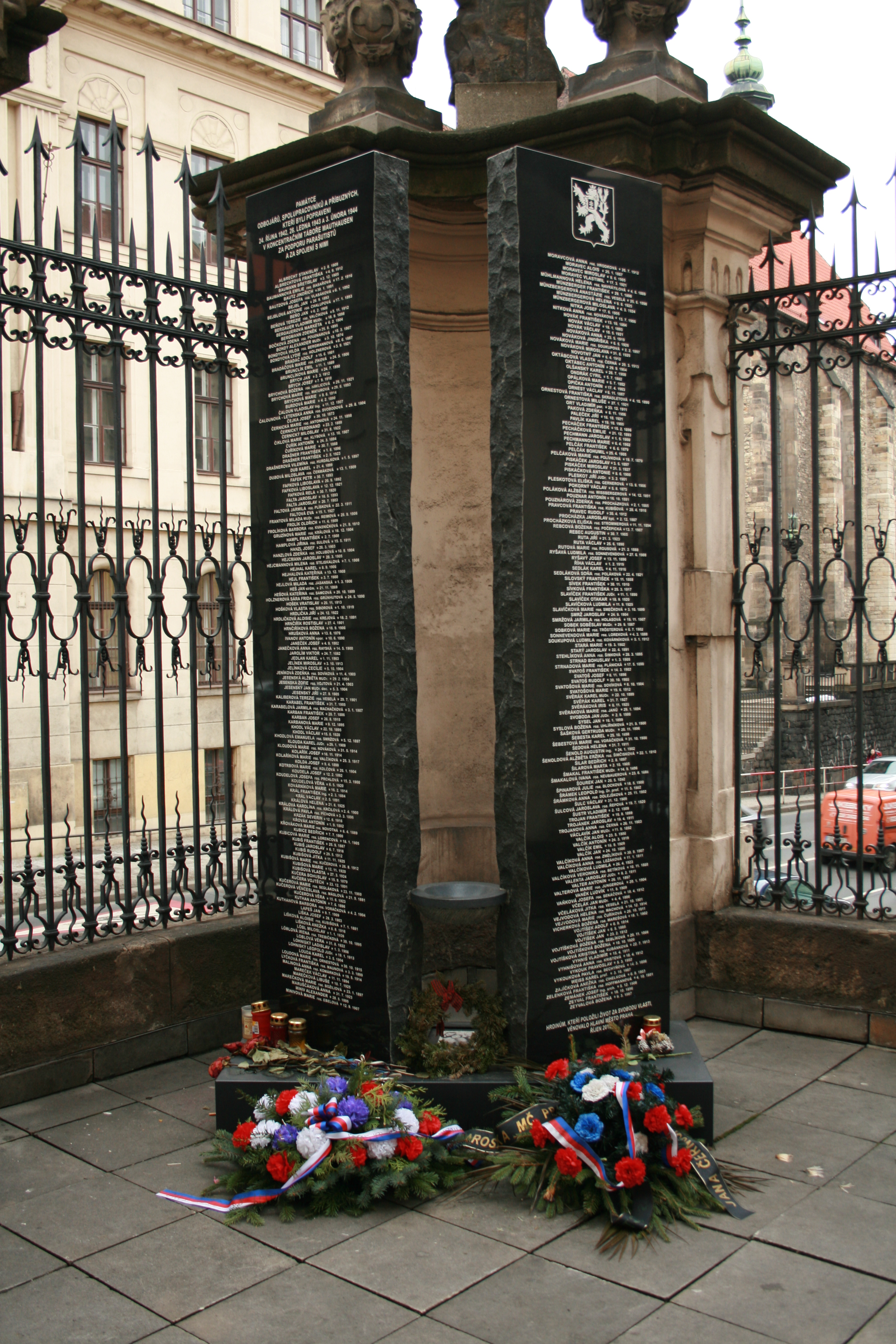
Pomník spolupracovníků parašutistů a jejich rodinných příslušníků na terase kostela sv. Cyrila a Metoděje v Resslově ulici v Praze
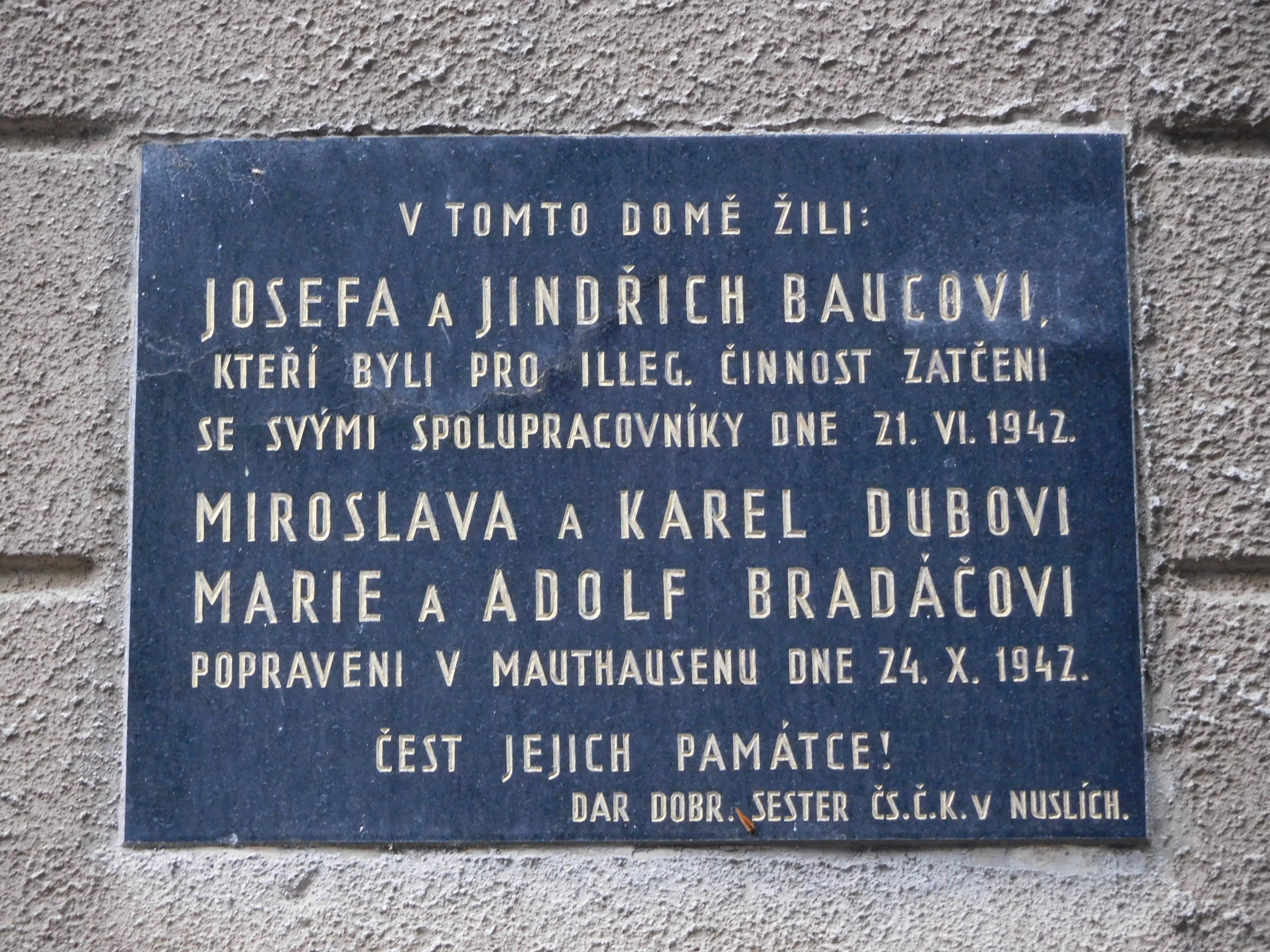
Pamětní deska na domě v Praze-Nuslích, Lumírova 601/ 11, s uvedením jmen manželů Bradáčových